# Ecphylus leechi
Ecphylus leechi är en stekelart som beskrevs av Marsh 1965. Ecphylus leechi ingår i släktet Ecphylus och familjen bracksteklar. Inga underarter finns listade i Catalogue of Life.